# E. Alfred Jansson

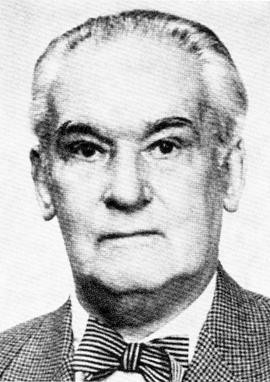
E. Alfred Jansson.

Edvard Alfred Jansson, född 11 november 1878 i Stockholm, död 11 september 1970 i Stockholm, var en svensk grosshandlare och historisk författare. 
Jansson var son till sjökapten Edvard Jansson och Amanda Hallonstén. Han genomgick Schartaus handelsinstitut 1893–1895 och var från 1916 verksam som grosshandlare i Stockholm. Han var engagerad i många föreningar samt ägnade sig åt arkivforskning och skrev flera böcker inom historia och biografi. 1953 utsågs han till filosofie hedersdoktor vid Stockholms högskola. Han bidrog till Svenska män och kvinnor under signaturen E.A.J.
Mest känd har Jansson blivit genom sitt lokalhistoriska författarskap. Som forskningsområden valde han de miljöer som han genom familjetradition, affärsförbindelser och livsinställning var förtrogen med: Stockholms skärgård, järnbruk i Svealand och den kristligt-sociala verksamheten. Han blev med tiden en rutinerad arkivforskare. Då han besökte orter och bruk, vilkas historia han åtagit sig att skildra, gjorde han ofta värdefulla arkivfynd.
Mellan åren 1921 och 1936 var han och familjen bosatt i Villa Leander i Storängen.
År 1955 publicerade släktforskaren Erik Hellerström en artikel där han offentliggjorde att Jansson var kusin med Anders de Wahl. Efter en artikel av Hellerström om släkten de Wahl 1958 hade Jansson själv hört av sig till Hellerström och meddelat att hans egen farfar var den okände biologiske fadern till de Wahls mor Anna de Wahl.
Jansson gifte sig 1905 med Gertrud Hallonstén, som dog 1934, och 1936 med Bertha Servin (1898–1995). De är begravda på Sandsborgskyrkogården i Stockholm.